# Campeonato Asiático de Atletismo de 2015 - 10000 m feminino
A prova dos 10000 metros feminino do Campeonato Asiático de Atletismo de 2015 foi disputada no dia 7 de junho de 2015 no Wuhan Stadium em Wuhan, na China. 

## Recordes
Antes desta competição, os recordes mundiais e do campeonato nesta prova eram os seguintes:
|                       | Nome           | Nacionalidade | Tempo      | Local  | Data                  |
| --------------------- | -------------- | ------------- | ---------- | ------ | --------------------- |
| Recorde mundial       | Wang Junxia    | China         | 29m 31s 78 | Pequim | 8 de setembro de 1993 |
| Recorde do campeonato | Shitaye Eshete | Bahrein       | 32m 17s 29 | Pune   | 4 de julho de 2013    |
| Recorde asiático      | Wang Junxia    | China         | 29m 31s 78 | Pequim | 8 de setembro de 1993 |

Os seguintes recordes foram estabelecidos durante esta competição:
| Data       | Evento | Atleta              | Nacionalidade          | Tempo      | Notas                 |
| ---------- | ------ | ------------------- | ---------------------- | ---------- | --------------------- |
| 7 de junho | Final  | Alia Saeed Mohammed | Emirados Árabes Unidos | 31m 52s 29 | Recorde do campeonato |

## Medalhistas
| Ouro                      | Prata               | Bronze             |
| Alia Saeed Mohammed (UAE) | Eunice Chumba (BHR) | Michi Numata (JPN) |

## Cronograma
Todos os horários são locais (UTC+8)
| Data       | Hora  | Evento |
| ---------- | ----- | ------ |
| 7 de junho | 15:20 | Final  |

## Final
A final da prova ocorreu dia 7 de julho às 15:20. 
| Posição           | Atleta              | Nacionalidade          | Tempo    | Notas                 |
| ----------------- | ------------------- | ---------------------- | -------- | --------------------- |
| Medalha de ouro   | Alia Saeed Mohammed | Emirados Árabes Unidos | 31:52.29 | Recorde do campeonato |
| Medalha de prata  | Eunice Chumba       | Bahrein                | 32:22.29 |                       |
| Medalha de bronze | Michi Numata        | Japão                  | 32:44.57 |                       |
| 4                 | Wu Xufeng           | China                  | 33:03.86 |                       |
| 5                 | Zhang Meixia        | China                  | 34:53.97 |                       |
| 6                 | Marina Khmelevskaya | Uzbequistão            | 35:25.25 |                       |
| 7                 | Lalita Babar        | Índia                  | DNF      |                       |
| 8                 | Sitora Khamidova    | Uzbequistão            | DNS      |                       |

Legenda
| Recorde mundial       | Recorde mundial (World record)               |                       | Recorde africano                      | Recorde africano (African) |                                           | Q | Classificado por posição (Qualified) |
| Recorde do campeonato | Recorde do campeonato (Championship record)  | Recorde da América    | Recorde da América (Americas)         | q                          | Classificado por melhor tempo (Qualified) |   |                                      |
| Melhor marca do ano   | Melhor marca do ano (World leading)          | Recorde asiático      | Recorde asiático (Asian)              | DNS                        | Não largou (Did not start)                |   |                                      |
| Recorde nacional      | Recorde nacional (National record)           | Recorde europeu       | Recorde europeu (European)            | DNF                        | Não terminou (Did not finish)             |   |                                      |
| Recorde pessoal       | Recorde pessoal do atleta (Personal best)    | Recorde da Oceania    | Recorde da Oceania (Oceania)          | DSQ / DQ                   | Desclassificado (Disqualified)            |   |                                      |
| Recorde da temporada  | Recorde da temporada do atleta (Season best) | Recorde sul-americano | Recorde sul-americano (South America) | NM                         | Sem marca (No mark)                       |   |                                      |